# Omar Méndez
Omar Pedro Méndez (7 de agosto de 1934) é um ex-futebolista uruguaio que atuava como atacante.

## Carreira
Omar Méndez fez parte do elenco da Seleção Uruguaia de Futebol, na Copa do Mundo de 1954 e 1962.